# آک-بورا
آک-بورا (به لاتین: Ak-Buura) یک رود در قرقیزستان است که در استان اوش واقع شده‌است.